# Liste des maires de Montargis
La liste des maires de Montargis présente la liste des maires de la commune française de Montargis, sous-préfecture du département du Loiret en région Centre-Val de Loire.

## L'Hôtel de ville

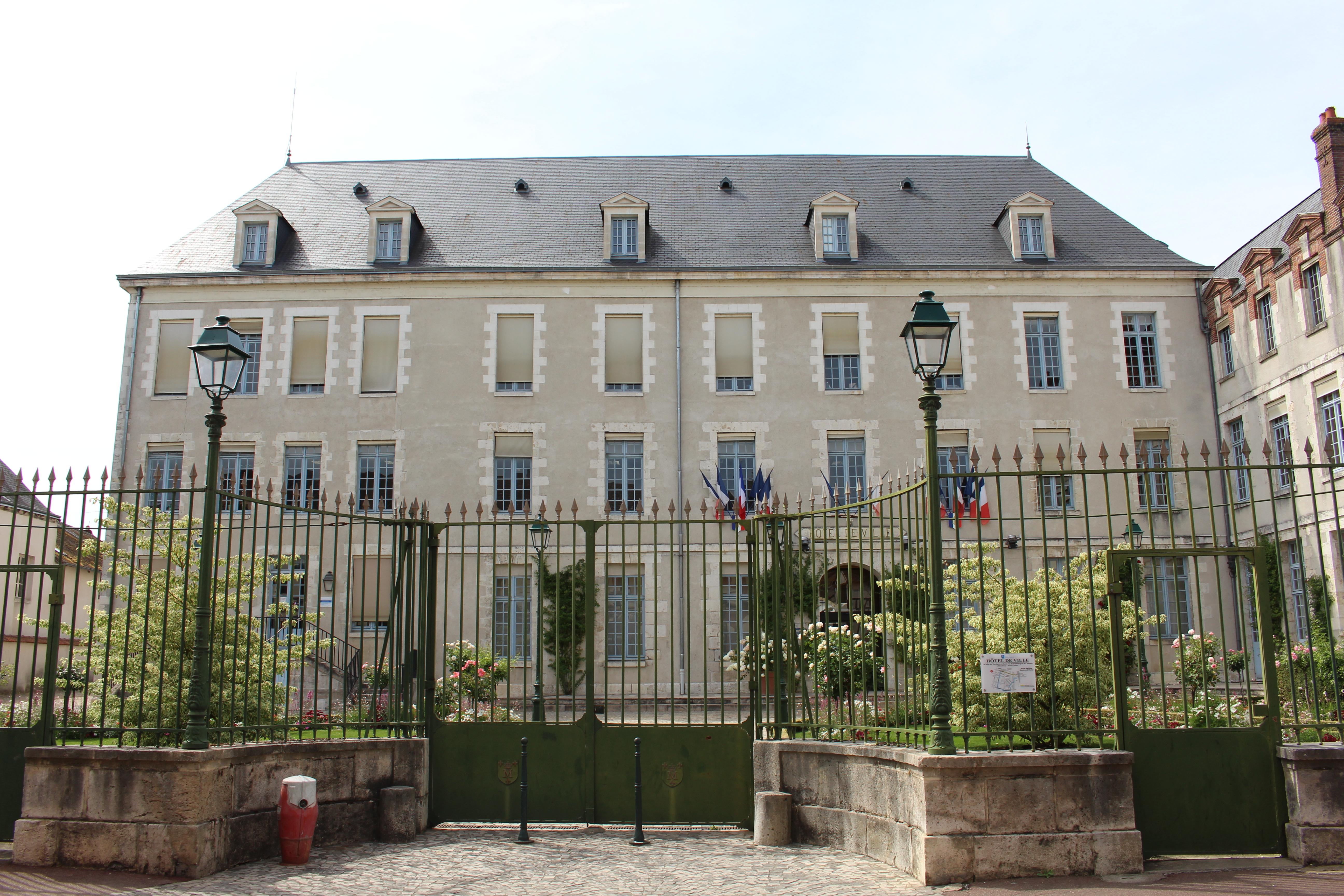
L'hôtel de ville en 2019.

## Liste des maires

### Entre 1782 et 1944
| Période                                  | Période                   | Identité                               | Étiquette   | Qualité |
| ---------------------------------------- | ------------------------- | -------------------------------------- | ----------- | --- |
| Les données manquantes sont à compléter. |                           |                                        |             | |
| 1782                                     | 1791                      | René Gastellier                        | Droite      | Médecin Député du Loiret (1791 → 1792) |
| Les données manquantes sont à compléter. |                           |                                        |             | |
| 1795                                     |                           | Pierre Lefebvre                        |             | |
| 1795                                     |                           | Thomas-Christophe Roulx du Chesnoy     |             | |
| 1795                                     |                           | Louis-Alexandre Pille                  |             | |
| 1795                                     |                           | Louis Pougin                           |             | |
| 1800                                     | 1801                      | Jean-Mathurin Huette                   |             | Maître perruquier |
| 1801                                     |                           | Jean Augustin Hureau de Livoy          |             | |
| 1804                                     | 1817                      | Jean-Baptiste-Stanislas Aubepin        |             | |
| 1817                                     |                           | André Vienot de Vaublanc               |             | |
| 1817                                     |                           | Louis de Torquat                       |             | |
| 1819                                     |                           | Alexandre Perier                       |             | Manufacturier Député du Loiret (1817 → 1823 et 1827 → 1831) Conseiller général de Montargis (1833 → 1845) Président du conseil général (1833 → 1839 et 1841 → 1844) |
| 4 juillet 1821                           | 5 août 1830               | Paul Louis Liger de Santigny           |             | |
| 1830                                     | 1832                      | Adrien-Tristan Lefebvre                |             | |
| 1832                                     | 1835                      | Guillaume-Philippe Sauvard (1792-1864) |             | Entrepreneur de bâtiment Conseiller d'arrondissement (1833 → 1845)                                                                                                  |
| 1835                                     | 1846                      | Jean-Baptiste-Alexandre Perier         |             | |
| 1846                                     | 1848                      | Narcisse-Zacharie Guignebert           |             | |
| 1848                                     | 1850                      | Guillaume-Philippe Sauvard (1792-1864) |             | Entrepreneur de bâtiment |
| 1850                                     | 1850                      | Hippolyte-Oliver Campagne              |             | |
| 1850                                     | 1852                      | Benjamin Guyon de Montleveaux          |             | |
| 1852                                     | 1856                      | Auguste Ballot                         |             | Médecin, cofondateur du musée de Montargis |
| 1856                                     | 1861                      | Benjamin Guyon de Montleveaux          |             | |
| 1861                                     | 1869                      | Charles-Pierre Ferre                   |             | |
| 1869                                     | 1871                      | Alexandre Garnier                      |             | Neveu d'Auguste Ballot, maire précité |
| juin 1871                                | 1874                      | Henri Francheterre                     |             | |
| 1874                                     | 1876                      | Edmond Moutier                         |             | |
| septembre 1876                           | janvier 1886              | Ernest Hippolyte Gollier               |             | Pharmacien |
| janvier 1886                             | mars 1894                 | Julien Bailly                          |             | Pharmacien |
| mars 1894                                | octobre 1911 (décès)      | Rodolphe Sédillot (1846-1911)          | Républicain | Pharmacien, ancien adjoint au maire Conseiller général de Montargis (1904 → 1911)                                                                                   |
| octobre 1911                             | décembre 1919             | Thierry Falour (1850-1925)             |             | Avoué honoraire Conseiller d'arrondissement |
| décembre 1919                            | novembre 1928 (démission) | Paul Baudin (1878-1929)                | Rad.        | Pharmacien Conseiller général de Montargis (1911 → 1929) |
| novembre 1928                            | décembre 1934             | Célestin Fouquin (1881-1963)           | Rad.        | Négociant en vins Conseiller général de Montargis (1929 → 1934) |
| décembre 1934                            | mai 1935                  | Jules Beaujard                         |             | Notaire |
| mai 1935                                 | juin 1940                 | Léon Giguet                            | Rad.        | Brasseur Conseiller d'arrondissement (? → 1940) |
| juin 1941                                | juin 1942                 | Léon Mazet (1878-1966)                 |             | Confiseur |
| juin 1942                                | septembre 1944            | Louis Terrat                           |             | Ingénieur, industriel Nommé conseiller départemental en 1944 |

### Depuis 1944
Depuis la Libération, neuf maires se sont succédé à la tête de la commune.
| Période          | Période                      | Identité                  | Étiquette       | Qualité |
| ---------------- | ---------------------------- | ------------------------- | --------------- | --- |
| 4 septembre 1944 | 25 octobre 1947              | Maurice Meunier           | UDSR puis SFIO  | Instituteur puis directeur d'école Conseiller général de Montargis (1945 → 1949) |
| 26 octobre 1947  | 16 janvier 1954              | Jean Viscardi (1906-1977) | RPF puis DVD    | Avoué Conseiller général de Montargis (1949 → 1955) |
| 17 janvier 1954  | 26 mars 1971                 | Robert Szigeti            | PRRRS           | Médecin généraliste Député du Loiret (4e circ.) (1958 → 1962) Conseiller général de Montargis (1955 → 1967) Président du District urbain de l'agglomération montargoise (1959 → 1971)     |
| 26 mars 1971     | 24 mars 1977                 | Gérard Bouche             | DVD             | Expert-comptable Conseiller général de Montargis (1973 → 1979) |
| 24 mars 1977     | 19 mars 1983                 | Max Nublat (1931-2022)    | PCF             | Instituteur Conseiller général de Montargis (1967 → 1973) Conseiller général de Châlette-sur-Loing (1973 → 1979) Maire de Châlette-sur-Loing (1971 → 1977)                                |
| 19 mars 1983     | 24 mars 1989                 | Michel Brisson            | RPR             | Avocat Conseiller général de Montargis (1985 → 1998) |
| 24 mars 1989     | 23 octobre 1997 (démission)  | Max Nublat (1931-2022)    | PCF             | Instituteur Conseiller général de Montargis (1998 → 2004) Conseiller régional du Centre (1986 → 1998) Président du District urbain de l'agglomération montargoise (1989 → 2001)           |
| 23 octobre 1997  | 26 mars 2001                 | Jacques Reboul            | PCF             | Cheminot Premier adjoint au maire (1995 → 1997) Conseiller régional du Centre (2004 → 2010) Vice-président du conseil régional du Centre                                                  |
| 26 mars 2001     | 16 avril 2018 (démission)    | Jean-Pierre Door          | RPR puis UMP-LR | Cardiologue Député du Loiret (4e circ.) (2002 → 2017 et 2018 → 2022) Conseiller régional du Centre (1998 → 2002) Président de l'Agglomération montargoise et rives du Loing (2001 → 2018) |
| 23 avril 2018    | En cours (au 3 juillet 2020) | Benoît Digeon,            | LR              | Chef d'entreprise retraité Vice-président de l'Agglomération montargoise et rives du Loing                                                                                                |

## Conseil municipal actuel
Les 33 sièges composant le conseil municipal de Montargis ont été pourvus le 28 juin 2020 à l'issue du second tour. Actuellement, il est réparti comme suit :